# Fjärdhundra kontrakt
Fjärdhundra kontrakt var ett kontrakt inom Svenska kyrkan i Uppsala stift. Det upphörde 31 december 2004 och dess församlingar övergick då i Upplands västra kontrakt.
Kontraktskod var 0106.

## Administrativ historik
Kontraktet bildades 1945 av
Fjärdhundra södra kontrakt med
- Norrby församling som 1952 överfördes till Sala kontrakt i Västerås stift
- Simtuna församling som 1998 överfördes till Trögds och Åsunda kontrakt
- Altuna församling som 1998 överfördes till Trögds och Åsunda kontrakt
- Vittinge församling
- Frösthults församling som 1998 överfördes till Trögds och Åsunda kontrakt
- Härnevi församling som 1998 överfördes till Trögds och Åsunda kontrakt
- Tärna församling som 1 maj 1923 överfördes till Sala kontrakt i Västerås stift
- Torstuna församling som 1998 överfördes till Trögds och Åsunda kontrakt
- Västerlövsta församling
- Enåkers församling
- Österunda församling som 1 maj 1923 överförts från Lagunda kontrakt och som 1998 överfördes till Trögds och Åsunda kontrakt

Fjärdhundra norra kontrakt med
- Östervåla församling
- Nora församling
- Harbo församling
- Huddunge församling

från Lagunda och Hagunda kontrakt tillfördes
- Nysätra församling som 1962 överfördes till Lagunda kontrakt